# Festivalul Mawazine
Mawazine(ritmurile) este un festival de muzică marocan, care se ține anual în luna mai, de obicei în capitala Regatului Maroc.

## Istorie și concept
Festivalul se ține din anul 2001 prin Asociația pentru Cultură Marocană(l’Association Maroc Cultures Arhivat în 1 iunie 2012, la Wayback Machine.), sub patronajul Regelui Mohammed Vi.
Timp de o săptămână se reunesc artiști naționali și internaționali, cântând pentru un public de cca 2 milioane spectatori și 20 milioane telespectatori.
Festivalul se susține atât în săli de spectacol, cât și pe arterele principale ale Rabatului. S-a mai susținut și în Casablanca și Marrakech.

## Artiști
În cadrul festivalului au cântat artiști precum: Kanye West(în 2011), Shakira(2011), Pitbull(2012), Evanescence(2012).
În anul 2012, trupa română de origine țigănească Mahala Rai Banda a cântat pe arterele Fal Ouled Oumeir, Al Massira, Mahaj Riad și El Haouz; la orele 17 timp de 3 zile(23-26 mai).